# Sentier du Passage du Nord-Ouest
Le sentier du Passage du Nord-Ouest est situé dans la région de Kitikmeot dans le territoire canadien du Nunavut près de Gjoa Haven sur l'île du Roi-Guillaume. Le parc consiste en six endroits qui montrent en partie l'histoire et l'exploration du passage du Nord-Ouest et le premier passage réussi par Roald Amundsen à bord du Gjøa.
Le parc débute au George Porter Hamlet Centre à Gjoa Haven où il y a un musée. Le centre contient une réplique du Gjøa, des exemples d'outils et de vêtements inuits traditionnels et l'histoire des Inuits Netsilik.
Le site suivant est un abri où Amundsen a effectué des observations sur le Pôle Nord magnétique qui était à approximativement 90 km au nord de Gjoa Haven. Ce site est suivi par un autre abri qu'Amundsen utilisa pour ranger ses instruments. Cet abri inclut une plaque de marbre qu'Admunsen utilisa pour supporter ses instruments et un cairn dédié à George Von Neumayer, le professeur d'Admunsen.
L'endroit suivant est Gjoa Haven en tant que tel. En effet, Amundsen entra dans le « meilleur petit havre au monde » le 9 septembre 1903 et y passa l'hiver. En plus d'y effectuer des observations, il passa aussi du temps à apprendre des techniques de survie des Inuits locaux qui appelaient l'endroit Uqsuqtuuq (beaucoup de graisse de baleine). Le cinquième endroit est un cimetière où l'on croit que des membres de l'équipage de John Franklin sont enterrés.
Le dernier endroit est l'ancien site de la Compagnie de la Baie d'Hudson. C'est l'endroit où cette dernière et la Can Alaska Trading Company s'installèrent en 1927. Les bâtiments existent toujours et sont utilisés aujourd'hui par The North West Company, une épicerie.

## Annexe